# Tristan Wilds
 (octobre 2019).
Si vous disposez d'ouvrages ou d'articles de référence ou si vous connaissez des sites web de qualité traitant du thème abordé ici, merci de compléter l'article en donnant les références utiles à sa vérifiabilité et en les liant à la section « Notes et références ».
Tristan Wilds, né le 15 juillet 1989 à Staten Island (New York), est un acteur et chanteur américain. Il est également connu sous le nom de Mack Wilds, en tant qu'artiste musical.
Il est principalement connu pour son rôle de Dixon Wilson dans la série télévisée 90210 Beverly Hills : Nouvelle Génération (2008-2013).

## Biographie
Né dans le quartier de Staten Island à New York, Tristan commence à jouer à l'âge de quatre ans. Sa mère, Monique Moncion, est d'origine afro-dominicaine et irlandaise, et son père, Paul Wilds, est afro-américain. Sa mère a d'abord été esthéticienne puis agent de change. Il fréquente et est diplômé de l'école Michael J. Petrides à Staten Island.

## Carrière
Pour son premier rôle, il interprète A.J. dans la mini-série Miracle's Boys, en 2005. 
Il fait diverses apparitions dans d'autres séries parmi lesquelles Cold Case : Affaires classées, New York, police judiciaire et Sur écoute. En 2009, il joue également dans le film Le Secret de Lily Owens.
De 2008 à 2013, il a tenu le rôle de Dixon Wilson durant 5 saisons dans la série 90210 Beverly Hills : Nouvelle Génération.
En juillet 2011, il rejoint la distribution du film dramatique Indelible. Le tournage devait commencer en octobre 2011 dans le Nord-ouest de l'État de New York, mais les plans ne sont finalement jamais réalisés.

### Musique
En 2010, il signe un contrat d'enregistrement avec le label indépendant Ten2one. Deux pistes ont été répandues[Quoi ?], Fall 4 Her et Runaround. Les deux chansons ont été produites par Dre et Vidal. Une autre piste intitulée 2 Girlz a été représentée[Quoi ?] dans la quatrième saison de 90210 et Kim. En octobre 2011, Tristan a sorti un EP intitulé Remember Remember. À l'été 2013, il sort son titre Own It. Son album New York: Love Story est sorti le 30 septembre 2013.  
En janvier 2014, il est nommé à la 56e cérémonie des Grammy Awards dans la catégorie Best Urban Contempory Album pour son album New York: A Love Story. Cependant, c'est Rihanna qui remporte la récompense avec son album Unapologetic. 
Il apparaît dans plusieurs clips dont Roc Boys de Jay-Z, extrait de l'album American Gangster (2007), Teenage Love Affair d'Alicia Keys en 2008, How to Love de Lil Wayne, extrait de l'album Tha Carter IV (2011), Buy My Love de Wynter Gordon (2011) ou encore Hello d'Adele (2015). 

## Vie privée
Tristan Wilds et sa compagne de longue date Christina Hammond, accueillent une petite fille le 11 décembre 2019. Ils se marient le 14 janvier 2021.[réf. nécessaire]

## Filmographie

### Cinéma
- 2006 : Half Nelson : Jamal
- 2008 : Le secret de Lily Owens : Zach Taylor
- 2012 : L'Escadron Red Tails : Ray « Ray Gun » Gannon
- 2015 : Covers : Angel
- 2020 : Really Love : Nick Wright
- 2023 : Rhythm in Blues : Duke
- 2023 : Praise This : Pasteur Goodman

### Télévision

#### Séries télévisées
- 2005 : Miracle's Boys : A.J. (3 épisodes)
- 2006–2008 : Sur écoute : Michael Lee (23 épisodes)
- 2007 : Cold Case : Affaires classées : Skill Jones
- 2008 : New York, police judiciaire : Will Manning
- 2009 : Le Secret de Lily Owens : Zachary Taylor
- 2008–2013 : 90210 Beverly Hills : Nouvelle Génération : Dixon Wilson (114 épisodes)
- 2013 : Black Actress : Jared Smith
- 2017 : The Breaks : Darryl 'DeeVee' Van Putten Jr. (8 épisodes)
- 2017 : After Hours : Mack
- 2017 : Shots Fired : Sheriff Joshua Beck (10 épisodes)
- 2019 : Tales : Kayron
- 2021 : Swagger : Alonzo Powers (8 épisodes)

#### Téléfilms
- 2016 : The Breaks : DeeVee
- 2018 : Dinner for Two : Chris

### Clips
- 2011 : How to love de Lil Wayne
- 2015 : Hello de Adele

## Discographie

### Album studio
- 2013 : New York: A Love Story